# (36843) 2000 SW116
2000 SW116 (asteroide 36843) é um asteroide da cintura principal. Possui uma excentricidade de 0.08081580 e uma inclinação de 4.94625º.
Este asteroide foi descoberto no dia 24 de setembro de 2000 por LINEAR em Socorro.